# Grand Commun
Le Grand Commun ou « Grand Quarré des Offices Commun du Roy, de la Reyne, de Monseigneur et de Madame la Dauphine », est un bâtiment situé au 1, rue de l'Indépendance-Américaine à Versailles.

## Historique
Construit entre 1682 et 1684 par Jules Hardouin-Mansart sur l'emplacement de l'église Saint-Julien, le lieu abritait les cuisines et les tables des officiers qui servaient la cour du château de Versailles, de même que des chambres pour les courtisans. Le bâtiment est organisé autour d'une cour intérieure. En effectuant des fouilles dans la cour du Grand commun entre 2006 et 2007, une équipe de l'Institut national de recherches archéologiques préventives (INRAP) a exhumé les vestiges du jeu de paume de Louis XIII, construit en 1630 ainsi que des vestiges de l’enceinte de son château, et, dessous encore, un cimetière du Haut Moyen Âge, probablement en lien avec l’église.
Construite par Philibert Le Roy, la salle du jeu de paume se présente sous la forme d'un grand bâtiment rectangulaire de 33 mètres par 14, avec des murs latéraux de 1,30 m d'épaisseur. La présence de trois galeries indique qu'il s'agit d'un jeu « en dedans ». Le sol est revêtu de carreaux en pierre de taille et probablement précédé d'un sol de carreaux en terre cuite. La maison du paumier (celui qui entretient, gère et anime la salle de jeu) a été aussi retrouvée.
 Manufacture d'armes sous la Révolution, le Grand Commun abrita à partir de 1832 un hôpital militaire devenu ensuite hôpital militaire Dominique-Larrey, nommé d'après Dominique-Jean Larrey, chirurgien en chef de la Grande Armée, qui ferma en 1995,,.
Depuis le 16 septembre 1929, le bâtiment est classé au titre des monuments historiques.
En 1996, le Grand Commun est restitué par l'armée française à l'administration du château. En 2011, la première phase de la restauration du Grand Commun est achevée. Les charpentes et les plafonds à la française sont remis en valeur. Les 320 fenêtres sont remplacées. Depuis 2016, les services administratifs (ressources humaines, conservation, etc.) du château ainsi que le Centre de recherche du château de Versailles y sont installés. Une galerie passe sous la rue de l'Indépendance-Américaine pour permettre au personnel de l'établissement de rejoindre le château sans sortir.

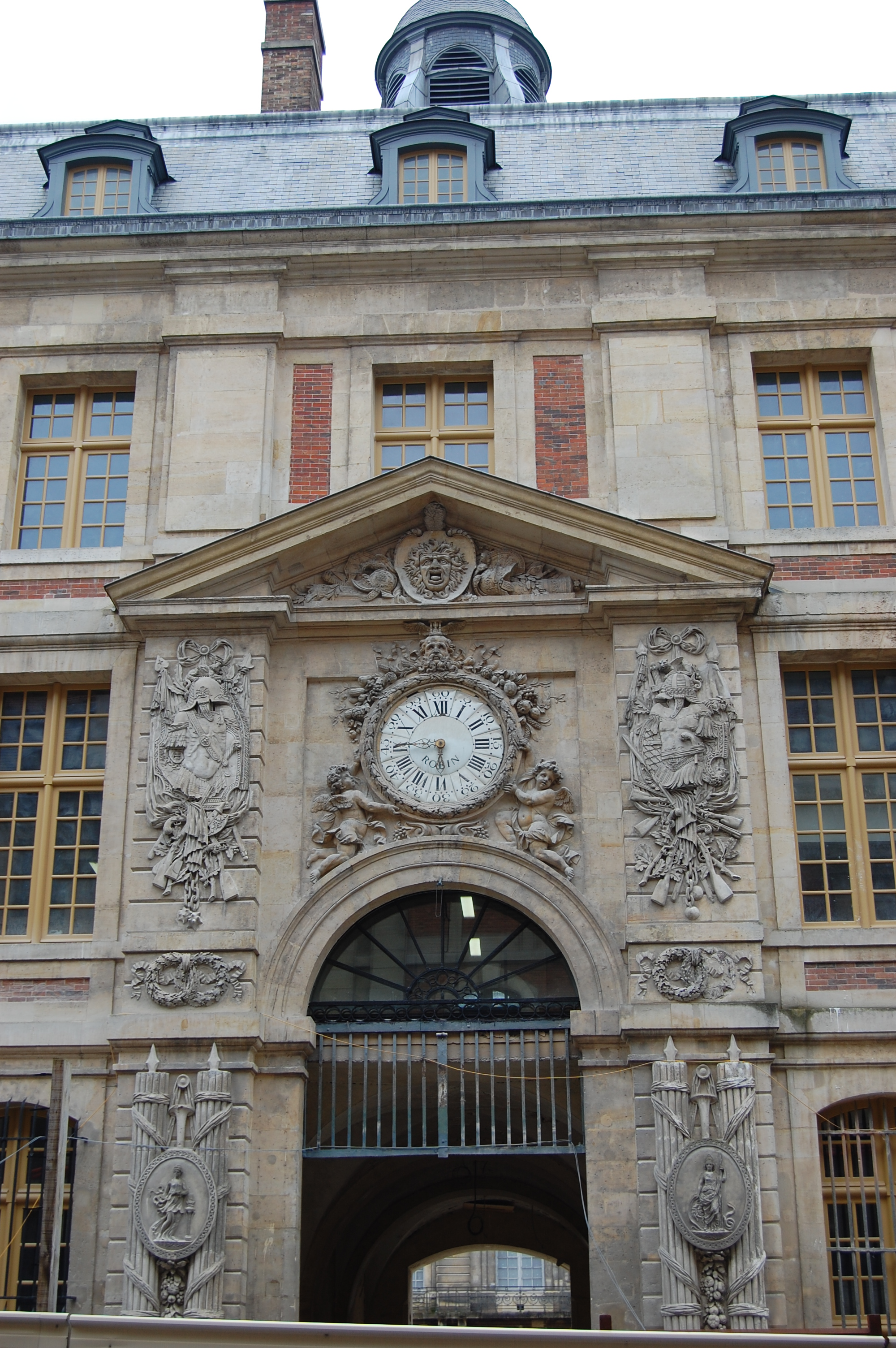
Grande porte du Grand Commun.
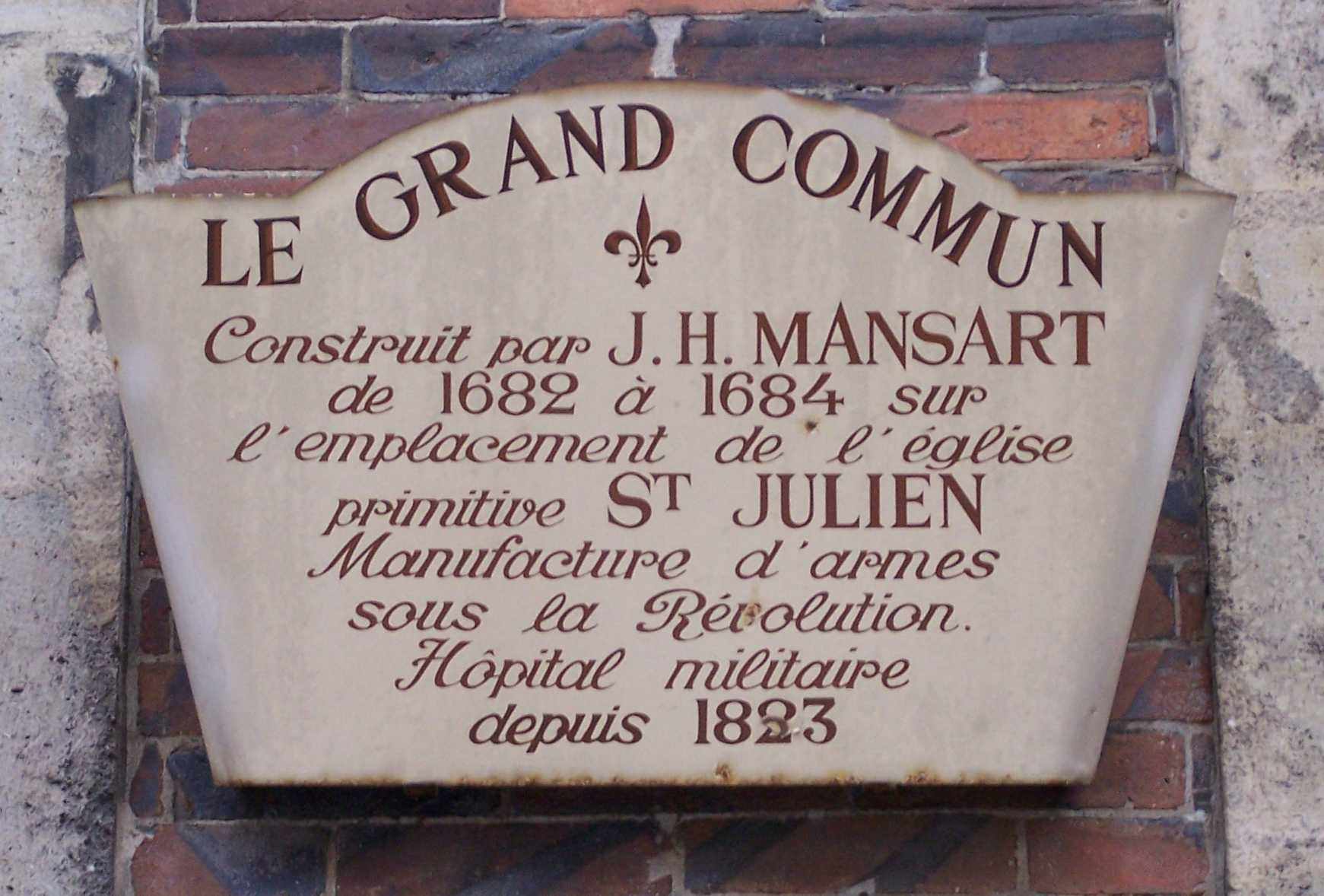
Panneau d'information.